# Recanto das Emas
Recanto das Emas è una regione amministrativa del Distretto Federale brasiliano.